# Nvidia nForce2
Der nForce2 (Codename Crush 18) ist eine Familie von PC-Chipsätzen der Firma Nvidia für AMDs K7-Prozessoren und eine Weiterentwicklung des nForce. Er wurde im Juli 2002 vorgestellt.

## Entwicklung
Er bietet vor allem ein überarbeitetes Speicherinterface für PC3200-Speicher, Unterstützung für FSB333 (166 MHz EV6) und AGP 8x. Als integrierte Grafiklösung kommt nun ein GeForce4 MX-Grafikkern zum Einsatz. Auch der nForce2 ist noch in North- (IGP bzw. SPP) und Southbridge (MCP) aufgeteilt.
Northbridges
Es gibt folgende Varianten der Northbridge:
- nForce2 IGP
- nForce2 SPP
- nForce2 400
- nForce2 Ultra 400

Der nForce2 IGP (Codename Crush 18G) entspricht dabei dem nForce2 SPP (Codename Crush 18D), bietet aber im Gegensatz zu diesem einen integrierten Grafikkern.
Etwas später (Anfang 2003) kamen die beiden Varianten nForce2 Ultra 400 und nForce2 400 auf den Markt. Diese ergänzen den nForce2 SPP um die Unterstützung für FSB400 (200 MHz EV6). Die letztgenannte Variante verzichtet zudem auf das Dual-Channel-Speicherinterface und besitzt nur Single-Channel.
| Modell            | Integrierter Grafikkern | Front Side Bus  | Speichercontroller     | AGP |
| ----------------- | ----------------------- | --------------- | ---------------------- | --- |
| nForce2 IGP       | GeForce4 MX             | 100–166 MHz EV6 | Dual-Channel DDR/333   | 8×  |
| nForce2 SPP       | -                       | 100–166 MHz EV6 | Dual-Channel DDR/333   | 8×  |
| nForce2 400       | -                       | 100–200 MHz EV6 | Single-Channel DDR/400 | 8×  |
| nForce2 Ultra 400 | -                       | 100–200 MHz EV6 | Dual-Channel DDR/400   | 8×  |

Southbridges

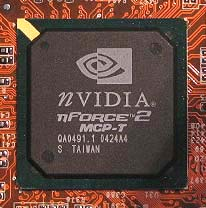
Southbridge (MCP-T) des nForce2

Es stehen mehrere Southbridges zur Verfügung. Anfangs gab es nur MCP und MCP-T, ab 2004 kamen drei weitere dazu: MCP-S, MCP-RAID und MCP-Gb. Alle Southbridges besitzen einen UDMA-133-Controller mit zwei Kanälen, integriertes 10/100 MBit-Ethernet, sechs USB 2.0-Ports und ein AC97-Audiointerface. Die MCP-T bietet zusätzlich dazu einen Audioprozessor (APU), genannt SoundStorm, einen zusätzlichen 10/100 Ethernet-Anschluss und einen FireWire-Controller. Die MCP-S ist ähnlich ausgestattet wie die MCP, verzichtet also auf Soundstorm, hat aber acht statt sechs USB 2.0-Ports sowie einen integrierten SATA-Controller. Die MCP-RAID ergänzt die MCP-S um RAID-Funktionen, die MCP-Gb hat zusätzlich einen GBit Ethernet-Controller.
| Modell   | S-ATA | P-ATA (ATA-133) | RAID- Modi | Ethernet      | Audio      | USB 2.0 | PCI Slots |
| -------- | ----- | --------------- | ---------- | ------------- | ---------- | ------- | --------- |
| MCP      | -     | 4               | -          | 100 MBit      | AC97       | 6       | 5         |
| MCP-T    | -     | 4               | -          | 100 MBit (2×) | SoundStorm | 6       | 5         |
| MCP-S    | 2     | 4               | -          | 100 MBit      | AC97       | 8       | 5         |
| MCP-RAID | 2     | 4               | 0, 1, 0+1  | 100 MBit      | AC97       | 8       | 5         |
| MCP-Gb   | 2     | 4               | 0, 1, 0+1  | Gigabit       | AC97       | 8       | 5         |